# Сънисайд
Вижте пояснителната страница за други значения на Сънисайд.
Сънисайд (на английски: Sunnyside) е град в окръг Якима, щата Вашингтон, САЩ. Сънисайд е с население от 13 905 жители (2000) и обща площ от 15,4 km². Намира се на 227 m надморска височина. ЗИП кодът му е 98944, а телефонният му код е 509.